# Lista siturilor arheologice din județul Caraș-Severin - L
Lista siturilor arheologice din județul Caraș-Severin - L conține toate siturile arheologice din județul Caraș-Severin înscrise în Repertoriul Arheologic Național (RAN) și aflate în localități al căror nume începe cu litera L. RAN este administrat de Ministerul Culturii și Patrimoniului Național și cuprinde date științifice, cartografice, topografice, imagini și planuri, precum și orice alte informații privitoare la zonele cu potențial arheologic, studiate sau nu, încă existente sau dispărute.
Puteți căuta un sit din localitățile care încep cu litera L folosind formularul de mai jos sau puteți naviga prin toate siturile din județ la Lista siturilor arheologice din județul Caraș-Severin.
| Cod RAN                                  | Denumire | Localitate                                | Adresă               | Datare                        | Descoperit | Coordonate | Imagine           | Erori            |
| ---------------------------------------- | --- | ----------------------------------------- | -------------------- | ----------------------------- | ---------- | ---------- | ----------------- | ---------------- |
| 53078.01.01 (Cod LMI: CS-I-s-B-10847)    | Situl arheologic de la Lăpușnicel - "Cetate" / ansamblu anonim (Categorie: locuire) (Tip: Construcție)                               | sat Lăpușnicel, comuna Lăpușnicel         | Cetate - la Barbu    | romană sec. II - III          |            |            | Încărcați imagine | Raportați eroare |
| 53078.01.02 (Cod LMI: CS-I-s-B-10847)    | Situl arheologic de la Lăpușnicel - "Cetate" / ansamblu anonim (Categorie: locuire) (Tip: Așezare)                                   | sat Lăpușnicel, comuna Lăpușnicel         | Cetate - la Barbu    |                               |            |            | Încărcați imagine | Raportați eroare |
| 51494.01.01 (Cod LMI: CS-I-m-B-10848.02) | Situl arheologic de la Liubcova - "Stenca Liubcovei" / ansamblu anonim (Categorie: locuire civilă) (Tip: Așezare)                    | sat Liubcova, comuna Berzasca             | Stenca Liubcovei     |                               |            |            | Încărcați imagine | Raportați eroare |
| 51494.01.02 (Cod LMI: CS-I-m-B-10848.01) | Situl arheologic de la Liubcova - "Stenca Liubcovei" / ansamblu anonim (Categorie: locuire civilă) (Tip: Cetate)                     | sat Liubcova, comuna Berzasca             | Stenca Liubcovei     | geto-dacică                   |            |            | Încărcați imagine | Raportați eroare |
| 51494.03.01 (Cod LMI: CS-I-s-B-10850)    | Necropola Gârla Mare de la Liubcova - "Țiglărie" / ansamblu anonim (Categorie: descoperire funerară) (Tip: Necropolă de incinerație) | sat Liubcova, comuna Berzasca             | Țiglărie             | Gârla Mare                    |            |            | Încărcați imagine | Raportați eroare |
| 51494.03.02 (Cod LMI: CS-I-s-B-10850)    | Necropola Gârla Mare de la Liubcova - "Țiglărie" / ansamblu anonim (Categorie: descoperire funerară) (Tip: Depozit)                  | sat Liubcova, comuna Berzasca             | Țiglărie             |                               |            |            | Încărcați imagine | Raportați eroare |
| 53363.01.01                              | Situl arheologic de la Lescovița- Săliștea Mare / ansamblu anonim (Categorie: locuire) (Tip: Așezare)                                | sat Lescovița, comuna Naidăș              | Săliștea Mare        |                               |            |            | Încărcați imagine | Raportați eroare |
| 53363.01.02                              | Situl arheologic de la Lescovița- Săliștea Mare / ansamblu anonim (Categorie: locuire) (Tip: Așezare)                                | sat Lescovița, comuna Naidăș              | Săliștea Mare        |                               |            |            | Încărcați imagine | Raportați eroare |
| 53951.01.01                              | Așezarea din epoca bronzului de la Liborajdea- Odăi / ansamblu anonim (Categorie: locuire) (Tip: Așezare)                            | sat Liborajdea, comuna Sichevița          | Odăi                 |                               |            |            | Încărcați imagine | Raportați eroare |
| 53951.02                                 | Situl arheologic de la Liborajdea- Locul lui Brăilă / ansamblu anonim (Categorie: locuire)                                           | sat Liborajdea, comuna Sichevița          | Locul lui Brăilă     |                               |            |            | Încărcați imagine | Raportați eroare |
| 53951.02.01                              | Situl arheologic de la Liborajdea- Locul lui Brăilă / ansamblu anonim (Categorie: locuire) (Tip: Așezare)                            | sat Liborajdea, comuna Sichevița          | Locul lui Brăilă     |                               |            |            | Încărcați imagine | Raportați eroare |
| 53951.02.02                              | Situl arheologic de la Liborajdea- Locul lui Brăilă / ansamblu anonim (Categorie: locuire) (Tip: Așezare)                            | sat Liborajdea, comuna Sichevița          | Locul lui Brăilă     | Basarabi                      |            |            | Încărcați imagine | Raportați eroare |
| 53951.02.03                              | Situl arheologic de la Liborajdea- Locul lui Brăilă / ansamblu anonim (Categorie: locuire) (Tip: Așezare)                            | sat Liborajdea, comuna Sichevița          | Locul lui Brăilă     |                               |            |            | Încărcați imagine | Raportați eroare |
| 53951.02.04                              | Situl arheologic de la Liborajdea- Locul lui Brăilă / ansamblu anonim (Categorie: locuire) (Tip: cuptoare)                           | sat Liborajdea, comuna Sichevița          | Locul lui Brăilă     | romană                        |            |            | Încărcați imagine | Raportați eroare |
| 51494.04.01                              | Locuirea în peșteră de la Liubcova- sub Stânca Liubcovei / ansamblu anonim (Categorie: locuire) (Tip: Locuire în peșteră)            | sat Liubcova, comuna Berzasca             | sub Stânca Liubcovei |                               |            |            | Încărcați imagine | Raportați eroare |
| 51494.04.02                              | Locuirea în peșteră de la Liubcova- sub Stânca Liubcovei / ansamblu anonim (Categorie: locuire) (Tip: Locuire în peșteră)            | sat Liubcova, comuna Berzasca             | sub Stânca Liubcovei | dacică                        |            |            | Încărcați imagine | Raportați eroare |
| 53078.02.01                              | Așezarea hallstattiană de la Lăpușnicel / ansamblu anonim (Categorie: locuire) (Tip: așezare)                                        | sat Lăpușnicel, comuna Lăpușnicel         |                      |                               |            |            | Încărcați imagine | Raportați eroare |
| 53112.02.01                              | Descoperirea funerară de epocă neprecizată dela Lapușnicu Mare / ansamblu anonim (Categorie: descoperire funerară) (Tip: Movilă)     | sat Lăpușnicu Mare, comuna Lăpușnicu Mare | Răduturi             |                               |            |            | Încărcați imagine | Raportați eroare |
| 51494.05.01                              | Așezarea de epoca bronzului timpuriu de la Liubcova / ansamblu anonim (Categorie: locuire) (Tip: așezare)                            | sat Liubcova, comuna Berzasca             |                      | Gârla Mare-Žuto Brdo          |            |            | Încărcați imagine | Raportați eroare |
| 51494.06.01                              | Situl arheologic de la Libcova / ansamblu anonim (Categorie: locuire) (Tip: așezare)                                                 | sat Liubcova, comuna Berzasca             |                      | daco-romană sec.III-IV d.Chr. |            |            | Încărcați imagine | Raportați eroare |
| 51494.06.02                              | Situl arheologic de la Libcova / ansamblu anonim (Categorie: locuire) (Tip: Fortificație patrulateră)                                | sat Liubcova, comuna Berzasca             |                      | daco-romană sec.III-IV d.Chr. |            |            | Încărcați imagine | Raportați eroare |
| 51494.07.01                              | Așezarea medievală timpurie de la Liubcova / ansamblu anonim (Categorie: locuire) (Tip: așezare)                                     | sat Liubcova, comuna Berzasca             |                      |                               |            |            | Încărcați imagine | Raportați eroare |
| 53149.01.01                              | Situl arheologic de la Luncavița / ansamblu anonim (Categorie: carieră/mine) (Tip: carieră)                                          | sat Luncavița, comuna Luncavița           |                      | romană                        |            |            | Încărcați imagine | Raportați eroare |
| 53149.01.02                              | Situl arheologic de la Luncavița / ansamblu anonim (Categorie: carieră/mine) (Tip: carieră)                                          | sat Luncavița, comuna Luncavița           |                      |                               |            |            | Încărcați imagine | Raportați eroare |
| 53149.01.03                              | Situl arheologic de la Luncavița / ansamblu anonim (Categorie: carieră/mine) (Tip: carieră)                                          | sat Luncavița, comuna Luncavița           |                      |                               |            |            | Încărcați imagine | Raportați eroare |
| 51494.02.01 (Cod LMI: CS-I-m-B-10849)    | Așezările neolitice și eneolitice de la Liubcova - "Ornița" / ansamblu anonim (Categorie: locuire civilă) (Tip: Așezare)             | sat Liubcova, comuna Berzasca             | Ornița               |                               |            |            | Încărcați imagine | Raportați eroare |
| 51494.02.02 (Cod LMI: CS-I-m-B-10849)    | Așezările neolitice și eneolitice de la Liubcova - "Ornița" / ansamblu anonim (Categorie: locuire civilă) (Tip: Așezare)             | sat Liubcova, comuna Berzasca             | Ornița               |                               |            |            | Încărcați imagine | Raportați eroare |